# Kelurahan Pamenang
Kelurahan Pamenang is een bestuurslaag in het regentschap Merangin van de provincie Jambi, Indonesië. Kelurahan Pamenang telt 5855 inwoners (volkstelling 2010).